# Lista światowego dziedzictwa UNESCO w Algierii
Lista światowego dziedzictwa UNESCO w Algierii – lista miejsc w Algierii wpisanych na listę światowego dziedzictwa UNESCO, ustanowionej na mocy Konwencji w sprawie ochrony światowego dziedzictwa kulturowego i naturalnego, przyjętej przez UNESCO na 17. sesji w Paryżu 16 listopada 1972 i ratyfikowanej przez Algierię 24 czerwca 1974 roku.
Obecnie (stan na 2023 rok) na liście znajduje się siedem obiektów: sześć dziedzictw kulturowych i jeden o charakterze kulturowo–przyrodniczym.
Na algierskiej liście informacyjnej UNESCO – liście obiektów, które Algieria zamierza rozpatrzyć do zgłoszenia do wpisu na listę światowego dziedzictwa – znajduje się sześć obiektów (stan na 2023 rok).

## Obiekty na liście światowego dziedzictwa UNESCO
Poniższa tabela przedstawia algierskie obiekty na liście światowego dziedzictwa UNESCO:
Nr ref. – numer referencyjny UNESCO;
Obiekt – polskie tłumaczenie nazwy wpisu na liście wraz z jej angielskim oryginałem;
Położenie – miasto, prowincja; współrzędne geograficzne;
Typ – klasyfikacja według Komitetu Światowego Dziedzictwa:
- kulturowe (K)
- przyrodnicze (P)
- kulturowo–przyrodnicze (K,P)

Rok wpisu – roku wpisu na listę i rozszerzenia wpisu;
Opis – krótki opis obiektu wraz z informacjami o jego zagrożeniu.
| Nr ref. | Obiekt                                          | Zdjęcie | Położenie                                                       | Typ                      | Rok  | Opis |
| ------- | ----------------------------------------------- | ------- | --------------------------------------------------------------- | ------------------------ | ---- | --- |
| 102     | Kalat Bani Hammad Al Qal'a of Beni Hammad       |         | Prowincja Al-Masila 35°49′20,8″N 4°47′22,1″E/35,822444 4,789472 | K (iii)                  | 1980 | Ufortyfikowana pierwsza stolica państwa Hammadydów. Została zbudowana w 1007 roku i zburzona w 1152 roku. Znajduje się tutaj jeden z największych meczetów Algierii.          |
| 191     | Dżamila – ruiny rzymskiego miasta Djémila       |         | Prowincja Satif 36°19′14,0″N 5°44′12,0″E/36,320560 5,736670     | K (iii)(iv)              | 1982 | Ruiny rzymskiego miasta położone w Afryce Północnej. Zostało założone w I wieku p.n.e. przez cesarza Nerwę. Wykopaliska archeologiczne rozpoczęto w 1909 roku.                |
| 565     | Kasba stare miasto w Algierze Kasbah of Algiers |         | Prowincja Algier 36°47′00″N 3°03′37″E/36,783333 3,060278        | K (ii)(v)                | 1992 | Fortyfikacja wybudowana w X wieku w stolicy Algierii. Składa się z ok. 1900 budynków. W algierskim kasba rozgrywa się akcja filmu Algier.                                     |
| 188     | Dolina Mzab – dolina Berberów M'Zab Valley      |         | Prowincja Ghardaja 32°29′00,0″N 3°41′00,0″E/32,483330 3,683330  | K (ii)(iii)(v)           | 1982 | Region oaz położony na Saharze. Jest zamieszkiwany głównie przez Berberów. W XI wieku wybudowano tutaj pięć ksarów.                                                           |
| 194     | Timgad – ruiny rzymskiego miasta Timgad         |         | Prowincja Batina 35°27′00,0″N 6°38′00,0″E/35,450000 6,633330    | K (ii)(iii)(iv)          | 1982 | Miasto w starożytnym Rzymie założone w 100 roku n.e. przez cesarza Trajana. Była to stolica jednej z prowincji. W mieście zachowały się ruiny amfiteatru oraz łuk triumfalny. |
| 193     | Tipaza – zabytki z czasów bizantyjskich Tipasa  |         | Prowincja Tipasa 36°35′39,0″N 2°26′34,9″E/36,594181 2,443022    | K (iii)(iv)              | 1982 | W miejscowości znajdują się ruiny starożytnego miasta. Zostało założone w IV–V wieku p.n.e. i rozbudowane przez cesarza Klaudiusza na przełomie er.                           |
| 179     | Groty Tassili Tassili n'Ajjer                   |         | Prowincja Illizi 25°30′00″N 9°00′00″E/25,500000 9,000000        | K, P (i)(iii)(vii)(viii) | 1982 | Pasmo górskie położone na Saharze w południowo–wschodniej Algierii. Na jego terenie odkryto prehistoryczne malowidła naskalne.                                                |

## Obiekty na algierskiej liście informacyjnej UNESCO
Poniższa tabela przedstawia obiekty na algierskiej liście informacyjnej UNESCO:
Nr ref. – numer referencyjny UNESCO;
Obiekt – polskie nazwa obiektu wraz z jej francuskim oryginałem na algierskiej liście informacyjnej;
Położenie – miasto, prowincja; współrzędne geograficzne;
Typ – klasyfikacja według zgłoszenia:
- kulturowe (K)
- przyrodnicze (P)
- kulturowo–przyrodnicze (K,P)

Rok wpisu – roku wpisu na listę informacyjną;
Opis – krótki opis obiektu wraz z informacjami o jego zagrożeniu.
| Nr ref. | Obiekt | Zdjęcie | Położenie | Typ                           | Rok  | Opis |
| ------- | --- | ------- | --- | ----------------------------- | ---- | --- |
| 1772    | Oazy położone na Wielkim Ergu Zachodnim Les oasis à foggaras et les ksour du Grand Erg Occidental                                                                          |         | Prowincja Baszszar 30°40′00″N 0°00′00″E/30,666667 0,000000 | K (ii)(iii)(iv)(v)            | 2002 | Piaszczysta pustynia o powierzchni 70 tys. km². Niektóre z wydm mierzą 120 metrów wysokości.                                                                                           |
| 1773    | Miejsca i szlaki przebyte przez św. Augustyna w środkowym Maghrebcie Sites, lieux et itinéraires augustiniens du Maghreb central                                           |         | Prowincja Tibissa Prowincja Annaba 30°00′00″N 5°00′00″E/30,000000 5,000000                                                                                      | K (ii)(iii)(iv)(vi)           | 2002 | Wpis na listę informacyjną obejmuje rzymskie drogi i miasta przebyte przez św. Augustyna z Hippony. Należą do nich m.in.: Annaba, Guelma, Mila, Sétif, Thibilis oraz Tiddis.           |
| 1774    | Nedroma i Trara Nedroma et les Trara |         | Prowincja Tilimsan 35°00′00″N 1°28′01″E/35,000000 1,466944 | K (ii)(iii)(iv)(v)            | 2002 | Miasto Nedroma zostało wybudowane na ruinach berberyjskiego miasta, przez arabskiego władcę Abd al-Mumina. Razem z miastem na listę informacyjną został wpisany masyw górski Trara.    |
| 1775    | El Oued Oued souf |         | Prowincja Al-Wadi 33°20′00″N 6°52′00″E/33,333333 6,866667 | K (ii)(iii)(iv)(v)            | 2002 | Miasto jest stolicą prowincji Al-Wadi. Większość budynków ma dach w kształcie kopuły, dzięki czemu miasto jest znane jako „Miasto Tysiąca Kopuł”.                                      |
| 1776    | Królewskie Mauzolea Numidii i Mauretanii oraz przedislamskie pomniki nagrobne Les Mausolées Royaux de Numidie, de la Maurétanie et les monuments funéraires pré-islamiques |         | Prowincja Tijarat, Prowincja Tilimsan, Prowincja Tipasa, Prowincja Konstantyna, Prowincja Batina, Prowincja Tamanrasset                                         | K (ii)(iii)(iv)               | 2002 | Jest to 6 królewskich mauzoleów wybudowanych w różnych stylach architektonicznych. Najstarszy z nich pochodzi z III wieku p.n.e., a najnowszy z V wieku n.e.                           |
| 1777    | Park Aurès oraz oazy Ghoufi i El Kantara Parc des Aurès avec les établissements oasiens des gorges du Rhoufi et d’El Kantara                                               |         | Prowincja Batina, Prowincja Biskira 35°19′05″N 6°38′13″E/35,318056 6,636944 35°02′57,1″N 6°10′02,3″E/35,049200 6,167300 35°13′31″N 5°42′23″E/35,225278 5,706389 | K, P (ii)(iii)(iv)(v)(vii)(x) | 2002 | Najwyższym szczytem masywu górskiego Aurès jest Dżabal asz-Szilja mierzący ponad 2000 metrów n.p.m. Rejon ten jest jednym z miejsce, gdzie toczyła się wojna o niepodległość Algierii. |